# China (album)
China este un album al compozitorului grec Vangelis, din anul 1979. Deși nu a fost niciodată în această țară, Vangelis a angajat intrumentiști chinezi și a adaptat linia melodică la stilul chinezesc.
Conform textului în limba chineză de pe coperta albumului Spiral, Vagelis a fost interesat de cultura și filosofia antică chineză  în anii '70, pasiune care a culminat cu primul proiect elaborat sub efigia casei de discuri Polydor.
Vangelis demonstrează încă o dată o mare flexibilitate a stilului, combinând influnețe orientale cu idei proprii și tehnici moderne. 
Albumul a fost compus într-o perioadă foarte activă din cariera compozitorului pe parcursul căreia a explorat posibilitățile compozițiilor electro-acustice.

## Lista Pieselor
1. "Chung Kuo" - 5:31
2. "The Long March" - 2:01
3. "The Dragon" - 4:13
4. "The Plum Blossom" - 2:36
5. "The Tao Of Love" - 2:44
6. "The Little Fete" - 3:01
7. "Yin & Yang" - 5:48
8. "Himalaya" - 10:53
9. "Summit" - 4:30

Majoritatea LP-urilor originale au avut o altă repartizare a pieselor. Având în vedere lungimea single-ului "The Long March", lansat în anul 1979, este evident că repartizarea temporală a pieselor pe CD este greșită. Versinunea de 7" a acestei piese nu prezenta efecte de sunet, iar partea de pian de la sfârșit a fost exclusă.. Conform acestui raționament, lungimea corectă este: "Chung Kuo" - 1:43, "The Long March" - 5:50.

## Instrumente
Instumentația este asigurată de sintetizatoare, percuție, pian electronic ("The Tao of Love"), pian ("The Long March", "The Plum Blossom", "Himalaya"), instrumente de suflat și corzi chinezești, utilizate de compozitor. Violonistul Michel Ripoche interpretează "The Plum Blossom". Acesta a mai colaborat anterior cu Vangelis la albumul "Fais Que Ton Reve Soit Plus Long Que La Nuit". Partea narativă este realizată de Yeung Hak-Fun and Koon Fook Man ("The Little Fete").
Inginerii de sunet sunt Keith Spencer-Allen, Raphael Preston, și Andy Hendriksen.
Design-ul copertei a fost realizat de Vangelis însuși.
Albumul trece prin poezia clasică chineză ("The Little Fete" este un poem din secolul 8 al poetului Li Po, tradus de J.C. Cooper) și continuă cu istoria revoluționară a Republicii Populare Chineze ("The Long March").